# Polarizace kalhotkové všehochuti
Polarizace kalhotkové všehochuti je sedmý díl druhé řady amerického televizního seriálu Teorie velkého třesku. V této epizodě hostují Lio Tipton a Samantha Potter. Režisérem epizody je Mark Cendrowski.

## Děj
Penny nezaplatila včas účet za televizi a tak se jde ke klukům dívat na pořad Amerika hledá topmodelku, což nepotěší Sheldona, na druhou stranu přímo fascinuje Howarda s Rajem. V průběhu večera navíc Sheldonovi sedí na místě a dotkne se jeho cibulových kroužků, za což jí uděluje "tři striky" a vykáže ji z bytu. Ona jej za to poté odmítá obsloužit v Cheesecake Factory, on jí zablokuje přístup k wifi, Penny pak zase naruší Sheldonův prací večer. Poté, co Sheldon pověsí všechno Pennyino prádlo na kabely venku, rozhodne se jí Leonard dát telefonní číslo na Sheldonovu matku. Ta pak Sheldona donutí Penny vrátit všechno prádlo a omluvit se jí. Mezitím se Howardovi a Rajovi povedlo zjistit, kde je dům plný supermodelek a dostanou se do něj v převleku za kabelové techniky.

## Obsazení
| Johnny Galecki  | Leonard Hofstadter |
| Jim Parsons     | Sheldon Cooper     |
| Kaley Cuoco     | Penny              |
| Simon Helberg   | Howard Wolowitz    |
| Kunal Nayyar    | Raj Koothrappali   |
| Lio Tipton      | sebe               |
| Samantha Potter | modelka            |